# 蕭馬斯彗星
蕭馬斯彗星（24P/Schaumasse）是法國天文學家亞歷山大·蕭馬斯於1911年12月1日發現的一顆週期彗星，視星等為12等。它將於2026年1月8日到達近日點，亮度預估達到9等左右。

## 觀測史
1912年底，蕭馬斯彗星天文學家被認為是一顆短週期彗星，預計公轉週期為7.1年，後來經過天文學家重新計算為8年。彗星於1919年的回歸由Gaston Fayet所發現，亮度為10.5等。
1927年的彗星回歸時期亮度為12等，但是彗星未在1935年再次回歸。1937年，彗星經過木星附近，軌道周期略有增加。1951-1952年期間，這顆彗星比預期更亮，在2月達到了約6等。
1968年和1976年，天文學家錯過彗星回歸。1984年，彗星被美國加州帕洛瑪天文台James B. Gibson發現。1984年，報導指出美國亞利桑那州斯圖爾德天文台伊麗莎白·羅默爾在1976年12月27日的一張照片上發現蕭馬斯彗星的蹤跡，後來布萊恩·馬斯登證實這次的再發現。

## 外部連結
- Orbital simulation （页面存档备份，存于） from JPL (Java) / Horizons Ephemeris （页面存档备份，存于）
- 24P/Schaumasse （页面存档备份，存于） – Seiichi Yoshida @ aerith.net
- 24P at Kronk's Cometography （页面存档备份，存于）
- 24P at Kazuo Kinoshita's Comets （页面存档备份，存于）

| 週期彗星                           | 週期彗星   | 週期彗星                 |
| ---------------------------------- | ---------- | ------------------------ |
| 前一顆彗星 23P/布羅森–梅特卡夫彗星 | 蕭馬斯彗星 | 後一顆彗星 諾伊明2號彗星 |
| 週期彗星列表                       |            |                          |